# Operación Boleas
La Intervención de la Comunidad de Desarrollo de África Meridional en Lesoto (Southern African Development Community intervention in Lesotho), cuyo nombre código es Operación Boleas (Operation Boleas), fue una intervención militar realizada en 1998 en Lesoto por parte de la Comunidad de Desarrollo de África Austral (Southern African Development Community, SADC) y liderada por la Fuerza de Defensa Nacional de Sudáfrica (South African National Defence Force, SANDF) apoyadas por tropas de Botsuana, sin embargo, el contingente de este último país perdió el rumbo y no cruzó la frontera. Los sudafricanos tomaron la capital de Lesoto, Maseru, en intensos combates que terminaron destruyendo parte importante de la ciudad. 

## Historia

### Antecedentes
En 1966 Lesoto se independizó de Reino Unido. En enero de 1970, Leabua Jonathan, del Partido Nacional de Basotho (Basotho National Party, BNP), asumió el poder, disolvió el Congreso Nacional y exilió al rey Moshoeshoe II. En 1974, bajo el mandato de Leabua, el Partido del Congreso de Basotho (Basotho Congress Party, BCP) ganó las elecciones. Leabua las anuló y rehusó ceder el poder al BCP, encerrando, además, a su líder, Tona Kholo. En 1979 se iniciaron las campañas guerrilleras del Ejército de Liberación de Lesoto (Lesotho Liberation Army, LLA) comandado por Ntsu Mokhele, y que contaban con apoyo libio y 500 a 1000 guerrilleros. Sus mayores operaciones las realizaron entre 1981 y 1982.
El BNP gobernó por decreto hasta enero de 1986, cuando un golpe militar lo obligó a dejar el poder. La junta militar devolvió el poder ejecutivo al exiliado rey Moshoeshoe II. En 1987, después de un desacuerdo con las fuerzas armadas, el rey fue forzado nuevamente al exilio. Su hijo asumió la corona bajo el título de rey Letsie III.
El presidente de la junta militar, el general Metsing Lekhanya, fue expulsado en 1991 y luego reemplazado por el general Elias Phisoana Ramaema, quien devolvió el poder a un gobierno del BCP (democráticamente elegido) en 1993. Moshoeshoe II regresó desde el exilio en 1992 como un ciudadano ordinario. El rey Letsie III intentó sin éxito persuadir al gobierno del BCP para dejar a su padre (Moshoeshoe II) como jefe de Estado.
En agosto de 1994, Letsie III protagonizó un golpe de Estado, el cual fue diluido por los militares, que además quitaron del gobierno al BCP. El nuevo gobierno no fue reconocido formalmente por el resto de los países de la comunidad internacional. Moshoeshoe II fue repuesto como rey de Lesoto en 1995, si bien un año después falleció, pasando la corona de nuevo a Letsie III.

### Desarrollo
Los problemas habían comenzado en mayo de 1997, cuando tras las elecciones parlamentarias el partido gobernante, el Congreso de Lesoto por la Democracia (Lesotho Congress for Democracy, LCD) ganó 79 de los 80 escaños, sin embargo, hubo alegaciones de fraude por la oposición, estallando disturbios generalizados que aumentaron hasta septiembre de 1998, llegando a hablarse de un posible golpe de Estado por el ejército del país. 
El 11 de septiembre algunos oficiales jóvenes se alzaron mientras el presidente sudafricano, Nelson Mandela, estaba fuera del país, Gatsha Mangosutu Buthelezi, líder del Inkatha Freedom Party (IFP) y Ministro del Interior, quien tomo la responsabilidad de ordenar la intervención de la SANDF que cruzó la frontera el día 22. Mandela posteriormente tomó la responsabilidad y el reconocimiento por la decisión. Las SANDF tuvieron especial cuidado en apoderarse de la represa Katse, en las altas montañas Maluti Maseru que suministra de agua a la importante región industrial sudafricana de Witwatersrand.
El 2 de octubre el LCD acordaron por negociaciones de paz nuevas elecciones junto con la oposición acordaron celebrar nuevas elecciones para marzo de 2000. En 1999 se retiraron las fuerzas sudafricanas.